# James Carter (nadador)
James Carter (Reino Unido, 12 de febrero de 1957) es un nadador británico retirado especializado en pruebas de estilo espalda, donde consiguió ser medallista de bronce mundial en 1975 en los 4 x 100 metros estilos.

## Carrera deportiva
En el Campeonato Mundial de Natación de 1975 celebrado en Cali (Colombia), ganó la medalla de bronce en los relevos de 4 x 100 metros estilos, nadando el largo de espalda, con un tiempo de 3:52.80 segundos, tras Estados Unidos (oro con 3:49.00 segundos) y Alemania del Oeste (plata con 3:41.85 segundos).